# Daniel Kubeš
Daniel Kubeš (* 7. Februar 1978 in Prag) ist ein tschechischer Handballtrainer und ehemaliger Handballspieler. Er trainierte die tschechische Männer-Handballnationalmannschaft. Bei einer Körperlänge von 2,00 m wiegt er 110 kg.

## Karriere als Spieler

### Verein

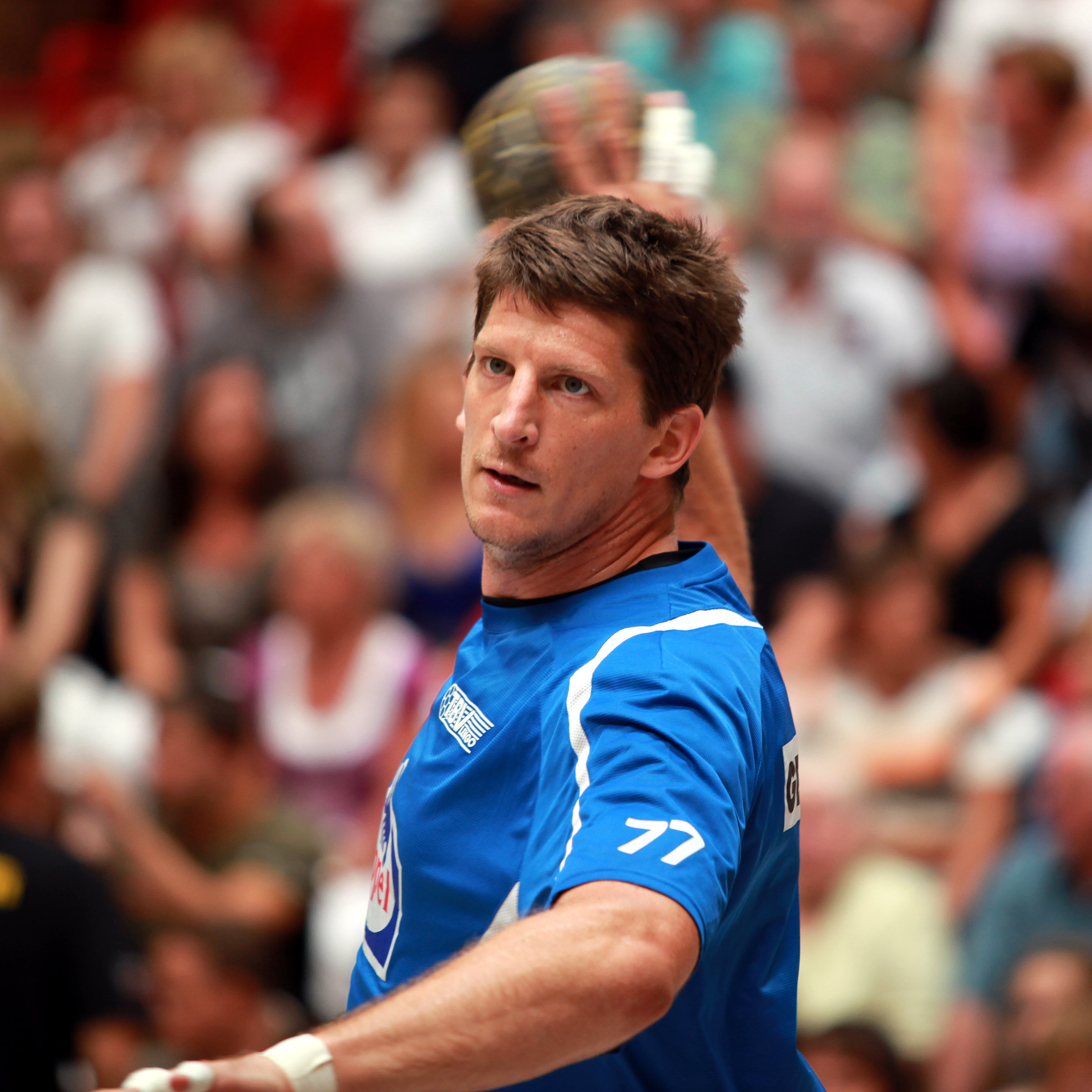
Daniel Kubeš

Kubeš spielte seit einem dreifachen Bänderriss in der Hand hauptsächlich in der Abwehr, wo er als einer der Besten der Liga galt. Allerdings war der Rückraumspieler auch für seine Zeitstrafen bekannt. In entsprechenden Statistiken der Handball-Bundesliga war er regelmäßig unter den ersten Spielern zu finden.
Ab der Saison 2008/09 spielte Kubeš für den TBV Lemgo. Der zuvor bereits im April 2007 unterschriebene Vertrag mit dem SC Magdeburg, der ebenfalls ab der Saison 2008/09 gültig war, wurde einvernehmlich aufgelöst.
Am letzten Spieltag der Saison 2009/10 verkündete der THW Kiel den Abschluss eines Zweijahresvertrages zum Beginn der neuen Spielzeit. Am 13. Februar 2012 gab der THW Kiel den Wechsel von Kubeš zur MT Melsungen bekannt, wo er einen Zweijahresvertrag unterschrieb. Im Januar 2014 wurde bekannt, dass sein zum Saisonende auslaufender Vertrag bei der MT nicht verlängert wird.

### Nationalmannschaft
Für die tschechische Nationalmannschaft hat er 140 Länderspiele bestritten.

## Karriere als Trainer

### Verein
Ab der Saison 2014/15 bis zum Februar 2020 war er Trainer beim Zweitligisten TV Emsdetten. Kubeš übernahm zur Saison 2020/21 die HSG Nordhorn-Lingen, die er bis zum Dezember 2023 trainierte. Zur Saison 2024/25 wird er den tschechischen Erstligisten Dukla Prag übernehmen.

### Nationalmannschaft
Im Sommer 2014 übernahm er gemeinsam mit Jan Filip das Traineramt der tschechischen Handballnationalmannschaft. Kubeš erreichte mit dem Team die Qualifikation zur Weltmeisterschaft 2021. Wegen zahlreicher Fälle positiver COVID-19-Tests zog der tschechische Verband aber vor der Weltmeisterschaft sein Team zurück. In der Konsequenz wurde Kubeš am 20. Januar 2021 als Trainer entlassen.
Nach der Weltmeisterschaft 2025 wird er mit Michal Brůna das Training der tschechischen Auswahl übernehmen.

## Erfolge
- Zweiter bei Junioren-EM 1997
- Schwedischer Meister 2002
- EHF-Pokal 2008 und 2010
- DHB-Pokal 2011 und 2012
- DHB-Supercup 2011
- Super-Globe-Sieger 2011
- Deutscher Meister 2012
- EHF Champions League 2012

## Bundesligabilanz
| Saison    | Verein         | Spielklasse | Spiele | Tore | 7-Meter | Feldtore |
| --------- | -------------- | ----------- | ------ | ---- | ------- | -------- |
| 2004/05   | TuS N-Lübbecke | Bundesliga  | 25     | 68   | 0       | 68       |
| 2005/06   | TuS N-Lübbecke | Bundesliga  | 32     | 81   | 0       | 81       |
| 2006/07   | HSG Nordhorn   | Bundesliga  | 34     | 32   | 0       | 32       |
| 2007/08   | HSG Nordhorn   | Bundesliga  | 34     | 24   | 0       | 24       |
| 2008/09   | TBV Lemgo      | Bundesliga  | 34     | 27   | 0       | 27       |
| 2009/10   | TBV Lemgo      | Bundesliga  | 14     | 32   | 0       | 32       |
| 2010/11   | THW Kiel       | Bundesliga  | 30     | 9    | 0       | 9        |
| 2011/12   | THW Kiel       | Bundesliga  | 33     | 24   | 1       | 23       |
| 2012/13   | MT Melsungen   | Bundesliga  | 21     | 8    | 0       | 8        |
| 2013/14   | MT Melsungen   | Bundesliga  | 32     | 8    | 1       | 7        |
| 2002–2014 | gesamt         | Bundesliga  | 289    | 313  | 2       | 311      |